# .site
.site — общий домен верхнего уровня, используемый в системе доменных имён Интернета.

## Применение
В феврале 2019 года домен .site достиг отметки в один миллион регистраций. По подсчётам Radix выявлено, что примерно 70 % этих зарегистрированных доменов принадлежат малому и среднему бизнесу в таких областях, как электронная коммерция и информационные технологии.